# Dyvik
Dyvik is een plaats in de gemeente Österåker in het landschap Uppland en de provincie Stockholms län in Zweden. De plaats heeft 104 inwoners (2005) en een oppervlakte van 15 hectare. Dyvik grenst direct aan een baai van Oostzee en wordt omringd door zowel landbouwgrond en bos als rotsen. De plaats Åkersberga ligt zo'n twintig kilometer ten zuiden van de plaats en er is onder andere een vrij grote jachthaven in Dyvik te vinden.